# Senafe Subregion
Senafe Subregion är ett distrikt i Eritrea.   Det ligger i regionen Debubregionen, i den centrala delen av landet, 90 km sydost om huvudstaden Asmara.